# Dyēus

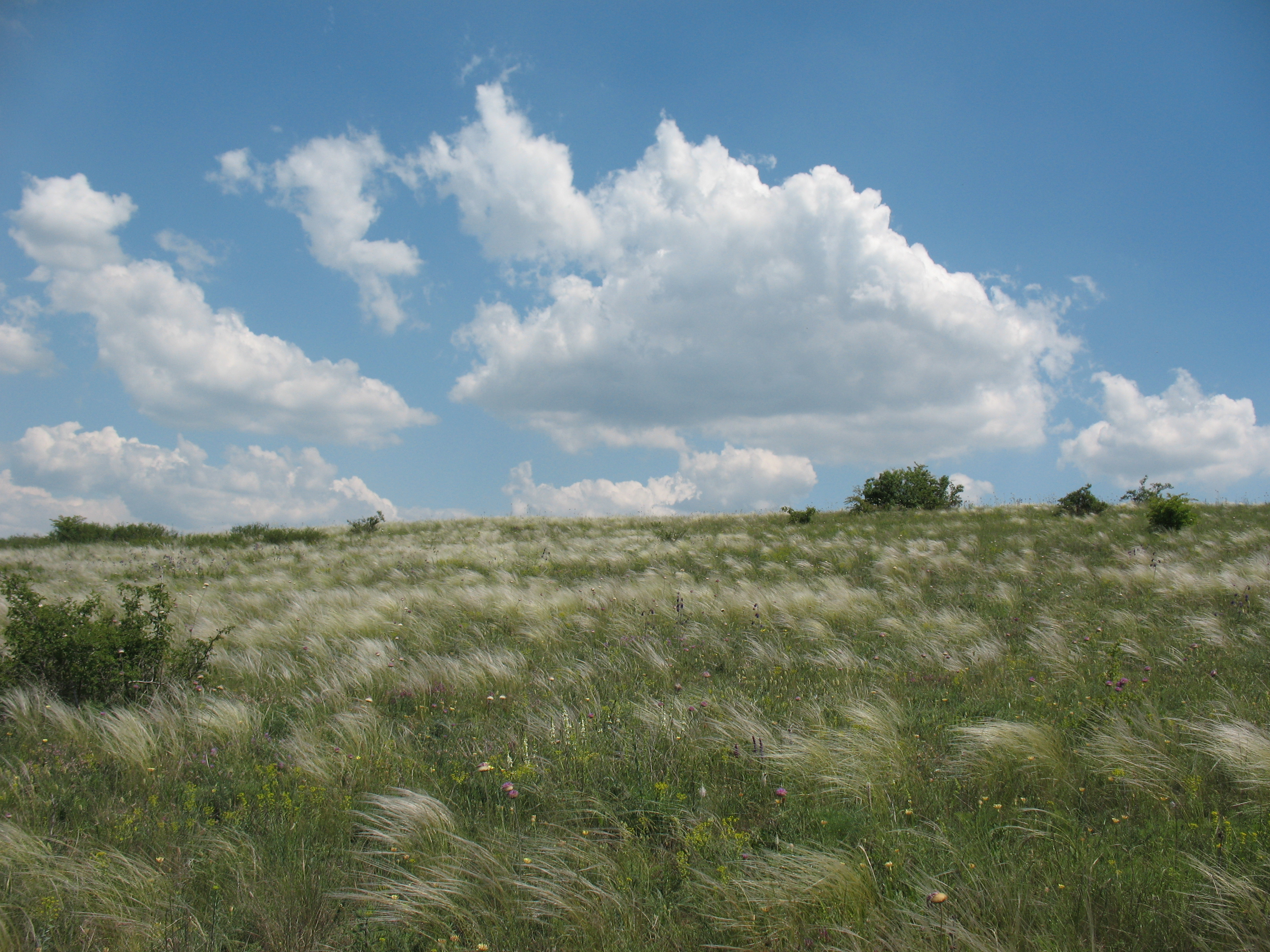
Le ciel diurne au-dessus de la steppe pontique. *Dyēus est considéré comme le « Dieu du Ciel ».

*Dyēus, ou *Dyḗus ph₂tḗr, (« Père Ciel »), est le nom reconstitué du dieu du ciel de la religion proto-indo-européenne. *Dyēus est la personnification divine du ciel diurne et du *deywṓs, la demeure des dieux.
Associé au vaste ciel diurne et aux pluies fertiles, *Dyēus est lié avec *Dʰéǵʰōm, la Terre Mère, dans une relation à la fois d'union et de contraste. Bien qu'il n'y ait aucune preuve archéologique de son existence, des formules similaires lui font référence dans les langues indo-européennes ainsi que dans les mythes indo-aryens, latins, grecs, phrygiens, messapiens, thraces, illyriens, albanais et hittites,.

## Étymologie
Le nom *Dyēus repose sur le thème *dyeu-, désignant le « ciel diurne » ou la « clarté du jour » (par contraste avec l'obscurité de la nuit), et issu de la racine indo-européenne *dei- qui signifie « briller »,. Les mots apparentés des langues indo-européennes tournant autour des concepts de « jour », « ciel » et « dieu », et partageant la racine  *dyeu- comme étymon suggèrent que Dyēus désigne le ciel diurne comme une entité divine, comme dans le mot sanskrit dyumán- (« céleste », « lumineux »).

## Fonction
*Dyēus représente le ciel diurne, et donc la résidence des dieux. En tant que porte d'accès pour les dieux, père des Jumeaux divins, et père de l'Aurore (*H₂éwsōs), *Dyēus est un dieu capital du panthéon indo-européen,. Cependant, contrairement à Zeus ou à Jupiter, il n'est ni le maître ni le détenteur de la puissance souveraine. *Dyēus est associé au ciel dégagé, mais aussi au ciel nuageux dans certaines formules grecques et védiques. Bien que plusieurs des divinités apparentées à *Dyēus soient des divinités de l'orage et du tonnerre, comme Zeus et Jupiter, ce changement serait dû à un développement tardif exclusivement méditerranéen, dérivé d'un syncrétisme avec les dieux cananéens et le dieu proto-indo-européen Perkwunos.
En raison de sa nature céleste, *Dyēus est souvent qualifié d'« omniscient » dans les mythes indo-européens. Il est néanmoins peu probable qu'il ait eu pour mission d'assurer la justice, comme ce fut le cas pour Zeus ou pour le dieu composé indo-iranien Mitravaruna. Mais il fut employé comme témoin des serments et des traités. Par ailleurs, les Proto-Indo-Européens concevaient le soleil comme la « lampe de Dyēus » ou comme l'« œil de Dyēus », ce qu'illustrent plusieurs références de la littérature mythique : la « lampe de Dieu » dans la Médée d'Euripide, la « chandelle céleste » dans Beowulf, le « pays de la lampe de Hatti » (la déesse-soleil d'Arinna) dans une prière hittite, Hélios considéré comme l'œil de Zeus,, Hvare-khshaeta comme l'œil d'Ahura Mazda dans le mazdéisme, ou bien le soleil comme « œil de Dieu » dans le folklore roumain.

## Témoignages
Les mots apparentés issus soit de la racine *dyeu (« ciel diurne »), de l'épithète *Dyḗus ph₂tḗr (« Père Ciel »), du dérivé vṛddhi *deiwós (« céleste »), du dérivé *diwyós (« divin »), ou de la rétroformation *deynos (« jour ») sont les témoignages les plus couramment attestés de *Dyēus au sein des langues indo-européennes,.
- Indo-européen commun : *d(e)i-, « briller »[1],[5] ;
  - Indo-européen commun : *dyēus, le dieu du ciel diurne[2],[3] ;
    - Indo-Iranien : *dyauš[17] ;
      - Sanskrit : Dyáuṣ (द्यौष्), le « dieu du ciel lumineux », et dyú (द्यु), le « ciel »[1],[5] ;
      - Vieil avestique : dyaoš, « ciel », mentionné dans un vers de l'Avesta[18] ;
      - Avestique récent : diiaoš, « enfer », à la suite de la réforme zoroastrienne[19],[17]

    - Mycénien : di-we (/diwei/), mention au datif d'un nom rarement employé[20] ;
      - Syllabaire chypriote : ti-wo, associé à Zeus, et le génitif probable Diwoi[21],[22],[23],[24] ;
        - Grec ancien : Zeus (Ζεύς), le dieu du ciel[5], et dans les dialectes éolien, corinthien, et rhodien : Deús (Δεύς)[20],[25] ;

    - Italique : *djous (dious)[19] ;
      - Latin archaïque : Dioue ou loue[25] ;
        - Latin : Jove (Iove), le dieu du ciel[5],[19] et Dius Fidius, le dieu des contrats[26] ;

      - Osque : Diúvei (Διουϝει), génitif singulier[19],[27],[28] ;
      - Ombrien : Di ou Dei (Grabouie/Graboue), mention attestée dans les Tables eugubines[29] ;
      - Pélignien : Ioviois (Pvclois) et Ioveis (Pvcles), interprété comme un calque du théonyme Diós-kouroi[30],[31] ;

    - Anatolien : *diéu-, *diu-, « dieu »[32] ;
      - Hittite : šīuš, « dieu » ou dieu du soleil[33],[34] ; un dieu nommé Šiušummiš est mentionné dans les annales d'Anitta[35] ;
      - Palaïte : tiuna, « dieu », « divin»[34],[36] ;
      - Lydien : ciw-, « dieu »[34] ; Lefs ou Lévs, le Zeus lydien[37],[38] ;

    - Illyrien : dei- ou -dí, « paradis » ou « dieu », comme dans Deipaturos, le « Père Ciel »[1] ;
    - Proto-messapien: *dyēs[39] ;
      - Messapien : Zis ou Dis, le dieu du ciel[40] ;

    - Albanais : Zojz, le dieu du ciel et des éclairs[41],[42],[43] et Perëndi, le dieu du ciel et du tonnerre[44],[45],[46]
    - Thrace : Zi-, Diu-, ou Dias- (dans les patronymes)[40] ;
    - Phrygien : Tiy-[40],[47] ;
    - Bithynien : Tiyes et la cité anatolienne Tium (Τιεῖον)[48] ;
    - Proto-arménien : տիւ, Tiw-, jour, journée[49].